# Xavier Benguerel i Godó
Xavier Benguerel i Godó (Barcelona, 9 de febrero de 1931 - 10 de agosto de 2017) fue un compositor español, hijo del escritor Xavier Benguerel i Llobet (Premio de Honor de las Letras Catalanas de 1988). Tocó todos los géneros musicales, desde la pieza intimista hasta la ópera.

## Biografía
Se trasladó a Santiago de Chile y volvió a Barcelona en 1954. Inició sus estudios musicales con el maestro Cristòfor Taltabull. Benguerel entró rápidamente en la órbita de tendencias tan renovadoras como las representadas por músicos como Béla Bartók.
En 1959 escribe Cantata d'Amic i Amat —donde incorpora técnicas y procedimientos seriales—, una pieza que se programó en un festival internacional en 1960 en Colonia.
Pero la obra que más le dio a conocer fue Llibre Vermell, basada en los cantos y danzas del siglo XIV guardadas en el códice montserratino del mismo nombre que se estrenó en el Gran Teatro del Liceo de Barcelona en 1988, con posteriores audiciones en muchas ciudades europeas.
En mayo de 2017, estrenaba la que fue su última obra, El cementiri marí, una obra sinfónica de aire de cámara basada en la obra de Paul Valéry del mismo nombre. Se estrenó mundialmente en el XVIII Festival de Música de Talteüll, en el Rosellón.
Benguerel trató todos los géneros musicales con estilo propio, desde la pieza intimista para un solo instrumento hasta la ópera, la cantata, la obra sinfónica o la música de cámara. Tiene, además, una extensa discografía. Algunos hitos en su carrera fueron el Premio Luigi Dallapicola (1977) y el estreno en Barcelona de la ópera Spleen (1984), en el Teatro Condal, que al año siguiente se presentó en la Ópera de Frankfurt. En 1993, dio a conocer Te Deum.
La Generalidad de Cataluña publicó en 1991 la colección "Compositors Catalans" un libro dedicado al estudio de su obra escrita por Carles Guinovart y Tomás Marco.
En 2001 la editorial Idea Books publicó su colección "Estudio Música", un libro escrito por Jesús Rodríguez Picó con el título "Xavier Benguerel – Obra y estilo". En 2006, con motivo su 75.º aniversario, se publicó un libro sobre su obra y entorno histórico, escrito por Jorge de Persia y patrocinado por la SGAE titulado "Xavier Benguerel, búsqueda e intuición". Año en que, también se celebraron diferentes conciertos por este motivo.
En 2014 la Generalidad de Cataluña le otorgó la Creu de Sant Jordi.